# Пршут
Пршут (такође пршута; млет. persuto,  итал.  prosciutto: просушен, од лат. prae exsuctus, или perexsuctus: врло исушен) је трајни сухомеснати производ добијен сољењем, пресовањем и сушењем углавном свињског меса, ређе говедине и овчетина.  Пршута се у начелу служи некувана, резана у танком резу и у Италији се назива сировим пршутом, за разлику од куваног бута.
Претходно третиран бут зреле свиње се суво саламури, цеди пресовањем, суши у хладном диму и суши на ваздуху најмање шест месеци. Током димљења и сушења у буту одвијају биохемијски (ензимски и микробни) процеси одговорни за органолептичка својства пршута. Како се ова својства побољшавају продуженим сушењем на ветровитом месту (на сувом и хладном ваздуху), најбољи пршут је онај који сазрева неколико година. Време зрелости за потрошње процењује се субјективно у складу са правилима добре производне праксе.
Пршут се традиционално припрема у земљама јужне Европе, од Португала и Шпаније, преко Италије и балканског полуострва, почев до Словеније, преко Хрватске, Босне и Херцеговине, Црне Горе и Србије. Обично се пршут повезује Тосканом и Емилијом, где се производе најпознатији и најскупљи комади пршуте, као и они који потичу из централне и северне Италије. Мешутим заједно са исељеницима из Европе ова традиција пренета сушења меса пренета је уз разне модификације и на друге континенте.

## Етимологија
Реч пршут потиче из латинског језика:  perexsiccatus (perexsicco), да би временом настала кованица у италијанском језику prosciugare,  „добро се осуши“ (португалска реч има исту етимологију). Хрватска, српска и словеначка реч за пршут или пршуту потекла је из италијанског језика.

## Технолошки поступак
Технолошки поступак израде пршута разликује се од регије до регије, од земље до земље, али се у начелу одвија кроз пет фаза: одабир и припрема сировине, сољење, пресовање бутева, димљење и сушење, зрење и паковање и дистрибуција.

### Одабир и припрема сировине
Процес производње пршута започиње контролом квалитета сировина, или избором само оних свежих свињских бутева чија физичко-хемијска и сензорна својства задовољавају законске одредбе.   
У случају мањих неправилности у облика бута, могуће је даље обрађивати појединачне бут како би се добио коначан правилан.
Пре сољења бут се обавезно масира (цеди) како би се из њега  исцедити преостала крв, а посебно из феморалне артерије која се налази у бразди мускулатура на медијалној страни бута.

### Сољење пршута
Фаза сољења је најкритичнија у технолошком процесу производње пршута, је се мора окончати у што краћем времену од клања, на ниској температури од 2 - 6 °C и релативна влажност већој од 80%.
Брзи и равномерни продор соли у бутне мишиће од велике је важности за квалитет готових производа и зато је веома важно да бутеви имају уједначену температуру (1 - 4 °C).
Далматински пршут може се солити само морском сољу, без додатка других зачина и конзерванса и адитива. Обрађене бутине добро се натрљају сувом сољу по целој површини и остављају да леже са медијалном страном окренутом нагоре.
Након 7-10 дана (у зависности од тежине бута) потребно је месо поново натрљати сољу и положити  га да лежи наредних 7-10 дана са медијалном страном надоле.

### Пресовање бутева
Главни циљ ове додатне фазе је правилно обликовање пршута, што је посебно важно када се он у целини ставља на тржиште, са костима.
Пресовање се врши тако да бутеви слажу у редове између плоча и притискају  теретом.
Фаза пресовања траје 7-10 дана, затим се бутине перу чистом водом и оцеде, након чега су спремне за димљење и сазревање.
Као и у фази сољења, температура током пресовања мора бити 2 - 6 °C, а релативна влажност  већа од 80%.

### Димљење и сушење пршута
Правилно посољене  бутине, опране и оцеђене, везују се канапом или се окаче о куку од нерђајућег челик изнад пете бутне квржице (tuber calcanei) и слажу у посебну беспрекорно чисту просторију (комору)  за изједначавања температуре пре пушења. Комора (соба) мора имати вентилационе отворе заштићене мрежом, како би се спречио улазак инсеката.
После изједначавајући температуру слане и оцеђене бутине уједначене температуре диме се у сушари хладним димом добијеним сагоревањем тврдог дрвета букве, храста, граба или букове пиљевине.
Ако се пушење врши на класичан начин са отвореним огњиштем потребно је посебно водити рачуна да температура у просторији (комори) за димљење не прелази 22 °C. Више температуре прелазе границу хладног димљења што резултује денатурацијом (умрежавањем) протеина у површинском слоју пршута.
Димљење и сушење пршута траје до 45 дана.

### Зрење пршута
Пршута након сушења у пушници зри у просторији (комори) за зрење, у којој влада стабилна микроклима и која мора да има  отворе за размену ваздуха (прозоре) за правилно одвијање технолошког процеса. Сви отвори морају бити заштићени густом мрежицом која спречава слободан улазак инсеката, глодара и других паразита.
У просторијама за сазревање температура не сме да прелази 20°C, а релативна влажност ваздуха је испод 90%, јер у  таквим микроклиматским условима пршут равномерно губи влагу и правилно сазрева.
Како током сазревања пршута  настају пукотине дозвољено је „штуковати“ пукотине настале на медијалној страни пршута смешом од млевене свињске масти и пшеничног или пиринчаног брашна са додатком соли.

Фаза сазревања одвија се у замраченој просторији условима уз блажу промену ваздух. После годину дана од дана почетка сољења, пршута је зрела и спремна за употребу или продају.

### Паковање и дистрибуција
Далматински пршут се пласира на тржиште као цела шунка, у већим комадима или танко нарезан. У случају када се производ ставља на тржиште у комадима или нарезан, он се пакује у затворена паковања намењена за препродају. Ова активност може да се обавља у и ван географског подручја у коме се производи пршут.
Далматински пршут се може пустити у промет само као производ са географском ознаком  нпр. „далматински пршут“ тек након завршетка последње фазе производње и након што је тело за сертификацију утврдило усклађеност производа са спецификацијом.
Сваки пакет који се дистрибуира тржишту мора бити обележен у складу са законским одредбама које се односе на производ са географском ознаком, нпр „далматински пршут“.

## Сервирање пршута
Пршут се најчешће сервира на танко исечене режњеве ручно или на специјалној машини. Ручно резање пршута је права кулинарска уметност, и захтева искусног професионалца. Танко нарезани делови пршута потом се слажу  на тањир тако да се не преклапају и мало се ротирају за лепши визуелни доживљај. 
Пршут се може сервирати на тањиру:
- самостално или са другим сухомеснатим производима (сланина, кулен, итд)

- са млачним производима (сир, кајмак, качкаваљ),
- на брускетима од запеченог багета премазаног танким слојем кајмаком или меког сира,
- у облику пуњених залогаја од пршуте, у којима се за надев могу  користи комадићи тврдог сира, руколе или гриловане шпаргле.